# Jan de Beijer

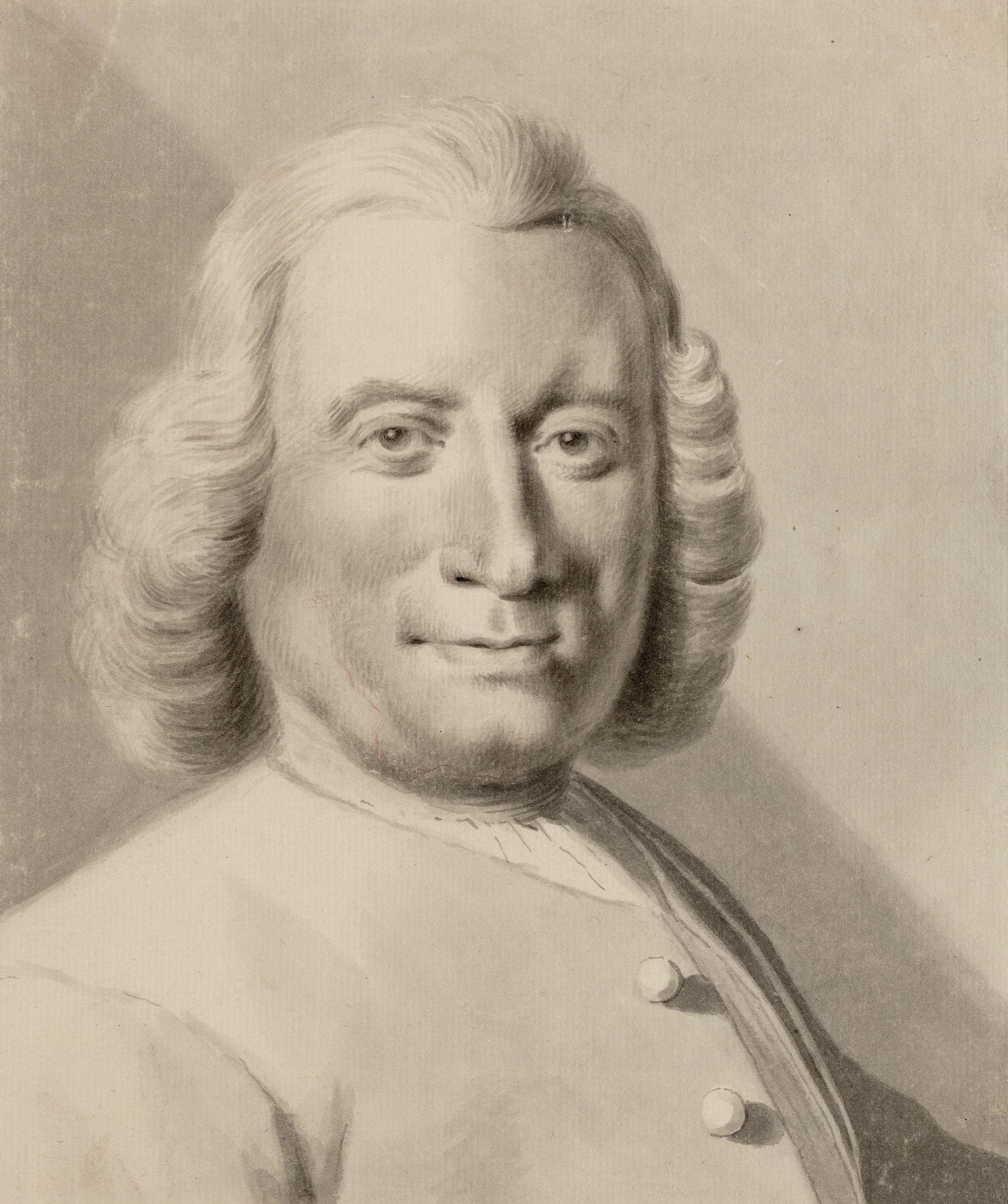
Porträt Jan de Beijers von Cornelis Pronk, ca. 1750

Jan de Beijer (* 24. September 1703 in Aarau, Schweiz; † 15. Februar 1780 in Rees oder Doesburg, Niederlande) war ein Zeichner von Stadt- und Dorfansichten sowie Burgen und Schlössern.

## Familie, Jugend
Da er jahrzehntelang in Holland lebte, seine Eltern niederländischer Herkunft waren und der Vater, Johan Jacob de Beijer (* 20. Dezember 1654  in Basel, † 11. Juni 1719 in Emmerich) beruflich in der Schweiz junge Männer für die niederländischen Streitkräfte warb, wird er von den meisten Kunsthistorikern als Niederländer eingestuft. 
De Beijer war noch ein kaum sechsjähriger Junge, als die reformierte Familie nach Emmerich umzog. Der Vater wurde Mitglied der Reformierten Gemeinde, die damals gerade am Emmericher Geestmarkt ein neues, von einem holländischen Architekten entworfenes Kirchengebäude (Christuskirche) bezogen hatte.
Es ist belegt, dass Jan de Beijer in Emmerich das Gymnasium besuchte. Ob er das Abitur bestanden hat, ist nicht bekannt. 
De Beijer hatte zwei ältere Brüder: Johan Jacob, der später Rechtsanwalt wurde in Vierlingsbeek (jetzt Gemeinde Boxmeer, Niederlande) und bei dem Jan de Beijer im Sommer oft wohnte; und Johan Andries (Johann Andreas), der Schöffe der Stadt Emmerich wurde und im Namen Emmerichs im Siebenjährigen Krieg an Verhandlungen mit den Franzosen beteiligt war.

## Klevische Periode

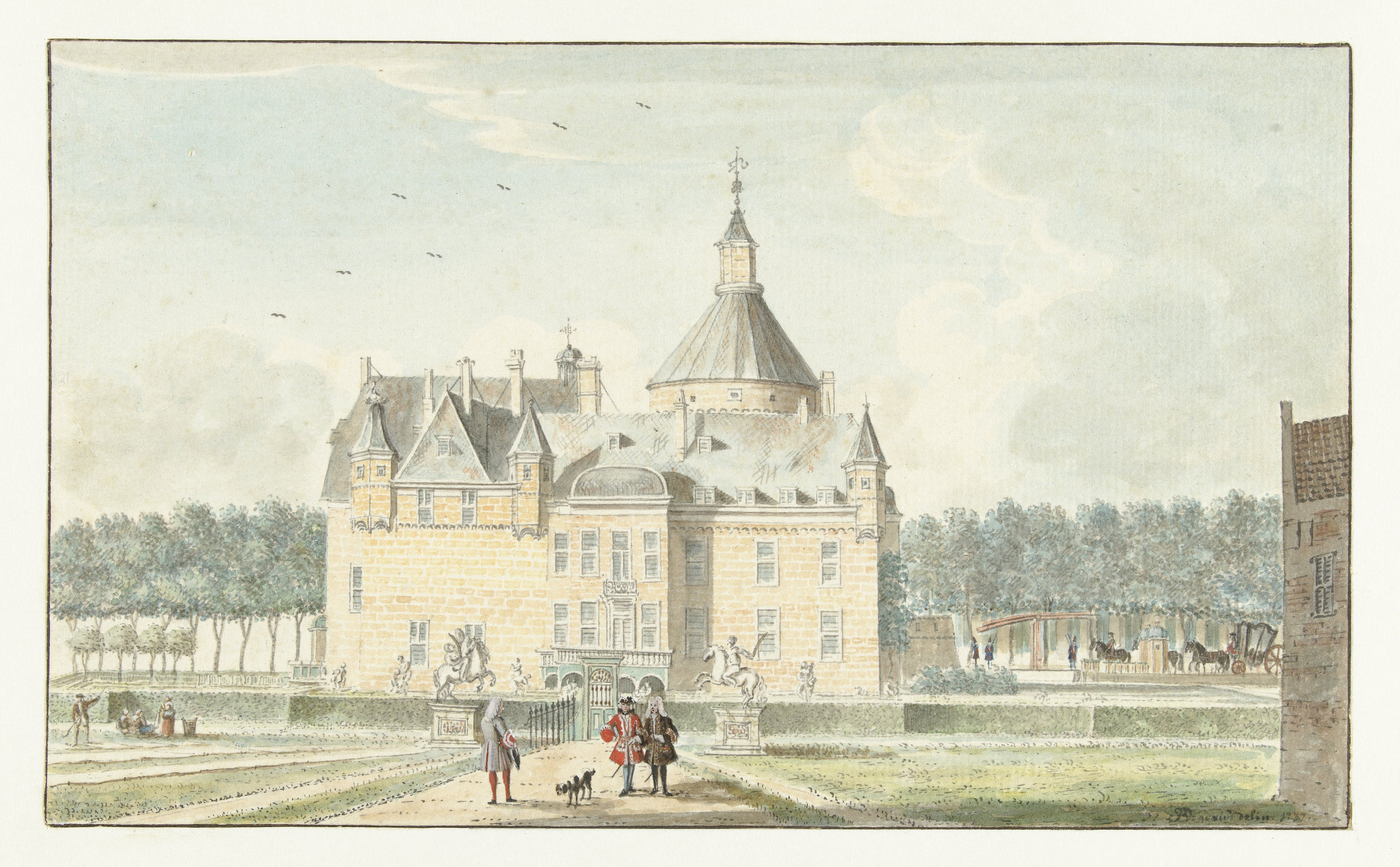
Schloss Anholt, 1737

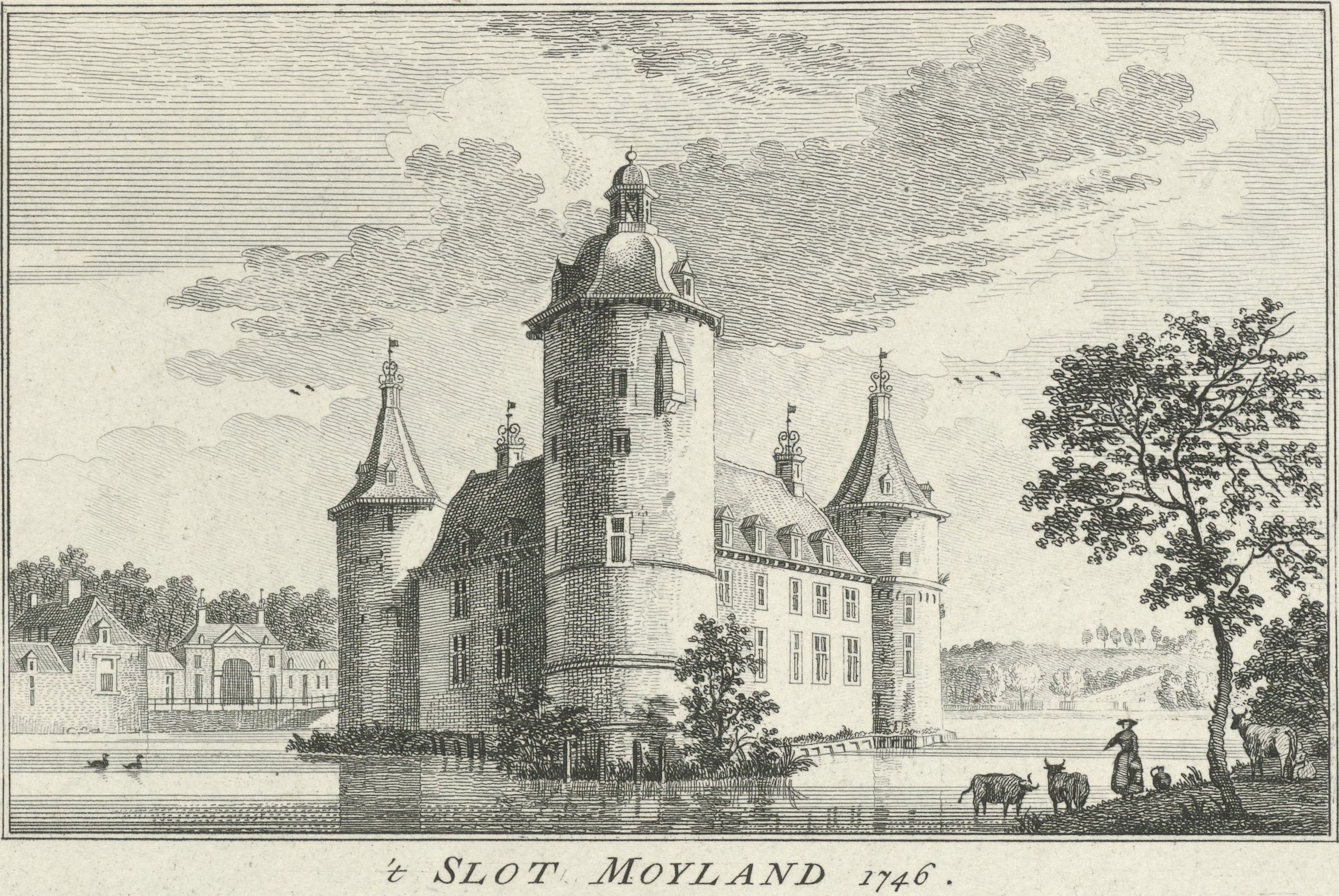
Schloss Moyland, 1746

Um 1722 ging Jan de Beijer nach Amsterdam, um bei Cornelis Pronk die Kunst des Zeichnens zu lernen. Dieser Cornelis Pronk, geboren in Amsterdam 1691 und dort gestorben 1759, war damals der bekannteste topografische Zeichner der Niederlande. Pronk besuchte im Juni 1731 das Gebiet um Kleve und aus seinen Notizen geht hervor, dass er dort de Beijer besucht hat, der damals schon ein bekannter Zeichner war. De Beijer reiste von Emmerich oder Vierlingsbeek aus durch das Gebiet der heutigen Provinzen Limburg, Gelderland, Noord-Brabant (nur der meist östliche Teil) und durch die Gegend um Kleve, Emmerich, Goch, Wesel und Uerdingen. Wie sein Lehrmeister Pronk machte er vor Ort sogenannte Naturstudien, die er später zu Hause zu einer oder mehreren Zeichnungen ausarbeitete. Viele seiner Werke wurden als Illustrationen in Bücher aufgenommen (unter anderem Het Verheerlykt Nederland – „Die verherrlichten Niederlande“, 1745–1774, 9 Bände). Vermögende Niederländer liebten es im 18. Jahrhundert, Bücher mit genau gezeichneten Stadt- oder Dorfansichten zu sammeln; die Zeichnungen waren aber auch einzeln erhältlich. Die Stadt Kleve war bei ihnen als Kurort so beliebt, dass Bilder dieser Stadt auch in Het Verheerlykt Nederland aufgenommen wurden.

## Amsterdamer Periode
Im Jahr 1751 zog de Beijer, der vorher schon mehrfach nach Amsterdam gereist war, um dort zu zeichnen und seine Werke zu verkaufen, endgültig in die holländische Hauptstadt um. Er malte von da an meistens Stadtansichten in Amsterdam und Utrecht und in der Umgebung dieser Städte.
Inzwischen hatte er gelernt, Ölfarbengemälde herzustellen. Sein Lehrmeister war der Reeser Maler Johann Moritz Quinckhardt (1688–1772). Diese Gemälde, von denen weniger als fünf noch bestehen, gehören künstlerisch aber nicht zur Spitzenklasse. Mindestens bis 1765 machte er seine Zeichnungen, deren Erlös de Beijer ein Leben in ziemlichem Wohlstand ermöglichte.
Wahrscheinlich hat de Beijer zusammen mit Kollegen eine Zeichnergesellschaft gegründet. Aus den Jahren 1759 und 1760 sind Zeichnungen erhalten geblieben, die de Beijer und andere Zeichner während einer Vergnügungsreise mit der Treckschute nach Haarlem zeigen. Diese Bilder befinden sich im Amsterdamer Gemeindearchiv. Jan Spaan aus Ascheberg war sein Schüler.
Seinen Lebensabend verbrachte Jan de Beijer jedoch wieder im Klever Land (wo genau, ist unbekannt). Er starb entweder im Schloss Hueth in Rees oder während eines Besuches bei seinem Bruder Johann Andreas in Doesburg am 15. Februar 1780.

## Ausgestellte Werke von de Beijer
Werke von de Beijer sind unter anderem zu besichtigen in den nachfolgend aufgeführten Häusern.
- Museum B.C. Koekkoek-Haus in Kleve
- Rheinmuseum in Emmerich am Rhein
- Windsor Castle bei London; die britische Königsfamilie besitzt unter anderem ein Bild des ehemaligen Steintores in Emmerich und eines der Stadt Xanten
- Städel in Frankfurt am Main
- Gemeindemuseum, Arnheim
- St. Martinikirche in Emmerich
- Rijksprentenkabinet in Amsterdam

Viele Zeichnungen von de Beijer, die bis vor wenigen Jahren zu erschwinglichen Preisen im Kunsthandel erhältlich waren, sind in Privatbesitz.